# Gangsta Boo
Gangsta Boo, de son vrai nom Lola Chantrelle Mitchell, née à Memphis (Tennessee) le 7 août 1979 et morte dans la même ville le 1er janvier 2023, est une rappeuse américaine.
Elle fait partie du groupe Three 6 Mafia des années 1990 à 2001.

## Biographie

### Origines et débuts
Lola Chantrelle Mitchell naît et grandit à Memphis, dans le quartier de Whitehaven,. Son père, Cedric, est postier, et sa mère, Veronica, est femme au foyer. Elle a également un frère, Derron.
Elle fréquente la rue dès son enfance, à une période durant laquelle les gangs venus de Chicago y sont de plus en plus présents. Elle écrit également des poèmes qu'elle offre à son père. Son père lui offre un clavier et un appareil de karaoké. Elle interprète alors ses poèmes en musique.
Durant son adolescence, influencée par la soul et le gangsta rap locaux, elle se met à rapper. Le rappeur et producteur DJ Paul est scolarisé dans le même établissement qu'elle et la remarque lors d'un concours de talent organisé par leur école. Il l'invite à rapper sur son album Underground Vol. 16 (For da Summa of ‘94) et les deux artistes deviennent amis,,. Elle est diplômée de la Hillcrest High School de Memphis.

### Au sein de Three 6 Mafia
Elle rejoint ensuite le groupe Three 6 Mafia, dont elle est la seule membre féminine,. Elle enregistre avec eux l'album Mystic Stylez alors qu'elle n'a que 15 ans, et écrit même des couplets pour certains rappeurs du groupe. Elle est présente sur tous leurs albums jusqu'en 2001.
En 1998, elle sort son premier album solo, Enquiring Minds,. L'album atteint la 15e place du top R&B/Hip-Hop albums de Billboard. Selon Complex, l'album « présente des pics de tension créative et de déclaration féministe ». Pour The Gumbo, c'est un album « singulièrement féminin ».
En juillet 2001, elle sort l'album Both Worlds *69 sur les labels Hypnotize Minds et Loud Records,. L'album atteint la 29e place du top Billboard 200. Selon le Memphis Flyer, l'album est caractéristique d'une direction plus pop des albums de Three 6 Mafia. Le journal lui attribue la note B-.
En septembre 2001, elle se convertit au christianisme. Elle annonce en novembre 2001 quitter Three 6 Mafia. Elle cite plus tard des problèmes de désaccords financiers et de dépression comme étant à l'origine de ce départ.

### Carrière post-Three 6 Mafia
En 2003, elle sort Enquiring Minds II: The Soap Opera, son troisième album, sorti indépendamment de Hypnotize Minds et produit par Drumma Boy,. L'album arrive à la 53e place du top R&B/Hip-Hop albums de Billboard et à la 24e place du top albums indépendants de Billboard. Il est pensé comme la suite de son premier album Enquiring Minds.
En 2007, elle sort l'album The Memphis Queen Is Back. En 2009, elle sort le projet The Rumors.
En mai 2013, elle sort la mixtape It's Game Involved, principalement produite par Drumma Boy,. La même année, elle rejoint Da Mafia 6ix, un groupe dérivé de Three 6 Mafia.
En 2014, elle sort l'EP Witch avec la rappeuse La Chat, puis la mixtape Underground Cassette Tape Music avec le rappeur et producteur Beatking, qui reçoit un bon accueil. Complex attribue à la mixtape une note de 4 étoiles sur 5, la comparant à « série de plaintes pour bruit et d'altercations sur un parking précédant une nuit en cellule de dégrisement ». XXL la qualifie d'« excellente ».
En septembre 2015, elle sort la mixtape Candy, Diamond and Pills, produite par Stunt N Dozier et Beatking.
En 2018, elle sort le deuxième volume de sa série de mixtapes Underground Cassette Tape Music avec Beatking.
En 2021, dans le cadre de l'émission Verzuz, elle rejoint à nouveau temporairement Three 6 Mafia. L'émission est émaillée d'un incident entre le rappeur Bizzy Bone et Gangsta Boo.
En 2022, elle participe à la 17e saison de l'émission de téléréalité Marriage Boot Camp: Hip Hop Edition.

### Mort
Elle meurt à son domicile de Memphis le 1er janvier 2023 aux alentours de 16 heures.
En mars 2023, un album posthume de Gangsta Boo est annoncé pour le 7 août 2023.

## Style
Pour Pitchfork, son flow est caractérisé par « sa livraison agressive et rapide et sa capacité à intégrer un ton à la fois charismatique et musical à sa cadence ». Elle est connue pour la versatilité de ses paroles,.

## Influence
D'après Swamp Diggers, Gangsta Boo est une influence pour les rappeurs SpaceGhostPurrp et Amber London, membres du groupe Raider Klan ; ainsi que pour la rappeuse BbyMutha. La rappeuse Megan Thee Stallion affirme compter Gangsta Boo parmi ses influences.
Pour The Gumbo, Gangsta Boo a eu un grand impact sur le rap féminin, prenant pour exemple « le son trap sombre, le contenu lyrique centré sur l'argent, le sexe et l'éthique de travail ; et de manière plus générale la nature vantarde » de son album Enquiring Minds, des caractéristiques « qui aujourd'hui se retrouvent chez de nombreuses rappeuses ». Le Washington Post abonde dans ce sens en déclarant qu'elle a « influencé une nation de rappeuses ».

## Discographie

### Discographie solo

#### Albums
- Enquiring Minds (1998)
- Both Worlds *69 (2001)
- Enquiring Minds II: The Soap Opera (2003)

#### Mixtapes
- Still Gangsta (2006)
- Memphis Queen Is Back (Still Gangsta Slowed & Throwed) (2007)
- The Rumors (2009)
- Miss.Com (2010)
- 4 Da Hood (2011)
- Foreva Gangsta (2011)
- It's Game Involved (2013)
- Candy, Diamonds & Pill's (2015)

### Discographie en groupe

#### Avec Three 6 Mafia / Da Mafia 6ix
- Mystic Stylez (1995)
- Chapter 1: The End (1996)
- Chapter 2: World Domination (1997)
- When the Smoke Clears: Sixty 6, Sixty 1 (2000)
- Choices: The Album (2001)
- 6ix Commandments (2013)

##### Albums compilation
- Underground Vol. 2: Club Memphis (1999)
- Underground Vol. 3: Kings of Memphis (2000)

(Ces albums compilation de Three 6 Mafia contiennent des titres qui soit datent du début jusqu'au milieu des années 1990 et qui n'étaient jamais sorti, soit des titres qui n'avaient pas été retenu pour leur album When the Smoke Clears: Sixty 6, Sixty 1.)

#### Avec Tear da Club Up Thugs
- CrazyNDaLazDayz  (1999)

#### Avec Prophet Posse
- Body Parts (1998)

#### Avec Hypnotize Camp Posse
- Three 6 Mafia Presents: Hypnotize Camp Posse (2000)

### Albums collaboratifs

#### Avec La Chat
- Witch (2014)

#### Avec Beatking
- Underground Cassette Tape Music (2014)
- Underground Cassette Tape Music 2 (2018)